# Vârfurile
Vârfurile (en hongrois : Halmágycsúcs) est une commune du județ d'Arad, Roumanie qui compte 2 715 habitants.
La commune est composée de 8 villages : Avram Iancu, Groși, Lazuri, Măgulicea, Mermești, Poiana, Vârfurile et Vidra.

## Culture
D'après le recensement de 2011, la commune compte 2 715 habitants, en forte baisse par rapport au recensement de 2002 où elle en comptait 3 298.